# Chavenat
Chavenat foi uma comuna francesa na região administrativa da Nova Aquitânia, no departamento de Charente. Estendia-se por uma área de 9,83 km². Em 2010 a comuna tinha 224 habitantes (densidade: 22,8 hab./km²).
Em 1 de janeiro de 2016, passou a formar parte da nova comuna de Boisné-La Tude.